# Sinem Akyol
Sinem Akyol (* 1993 in Istanbul) ist eine türkische Schauspielerin.

## Leben und Karriere
Akyol wurde im Jahr 1993 in Istanbul. Sie studierte an der  Universität Istanbul. Vor ihrer Schauspielkarriere war sie in einem Werbespot von Doritos zu sehen. Ihr Debüt gab sie 2019 in einer Episode in Afili Aşk und in Her Yerde Sen. Anschließend bekam sie 2021 in der Serie Maraşlı eine Hauptrolle. 2022 trat Akol in Var Bunlar auf. Im selben Jahr spielte sie in der Serie Gizli Saklı mit.
Neben Türkisch spricht sie noch Deutsch und Französisch.

## Filmografie
- 2019: Afili Aşk (Fernsehserie, 1 Episode)
- 2019: Her Yerde Sen (Fernsehserie, 1 Episode)
- 2021: Maraşlı (Fernsehserie, 26 Episoden)
- 2022: Var Bunlar (Fernsehserie, 1 Episode)
- 2022: Gizli Saklı (Fernsehserie, 5 Episoden)